# Хакдод, Махмадшариф Махмуд
Махмадшариф Махмудович Хакдодов (новое имя Махмадшариф Махмуд Хакдод) — таджикский учёный, государственный деятель и дипломат, с 2017 г. посол в Республике Беларусь.

## Биография
Родился 15 марта 1959 года.
Окончил Таджикский политехнический институт (1981) по специальности «материаловедение». Работал там же ассистентом кафедры.
В 1985 г. направлен на стажировку в Московский институт стали и сплавов, затем там же учился в аспирантуре и работал младшим научным сотрудником (1986—1989).
- 1989—1993 гг. — ассистент, старший преподаватель, доцент, заведующий кафедрой, заместитель декана в Таджикском политехническом институте, г. Душанбе;
- 1993—1997 начальник специализированной инспекции государственной экологической экспертизы Министерства охраны окружающей среды Таджикистана;
- 1997—2002 первый заместитель председателя Государственного комитета Республики Таджикистан по делам промышленности;
- 2002—2003 технический директор Исполнительного комитета международного Фонда спасения Арала;
- 2003—2005 заведующий отделом промышленности и энергетики Исполнительного аппарата Президента Республики Таджикистан;
- 2005—2006 первый заместитель министра промышленности Республики Таджикистан;
- 2006—2010 заместитель министра энергетики и промышленности Республики Таджикистан;
- 2010—2014 депутат, Председатель экологической комиссии, член Совета Маджлиси намояндагон (Парламент) Маджлиси Оли Республики Таджикистан;
- 2014—2015 заместитель Генерального секретаря Шанхайской Организации Сотрудничества, г. Пекин;
- 2016—2017 заместитель министра иностранных дел Республики Таджикистан, национальный координатор Республики Таджикистан по делам Шанхайской Организации Сотрудничества.

С 5 декабря 2017 — Чрезвычайный и Полномочный Посол Республики Таджикистан в Республике Беларусь. С апреля 2019 г. также посол в Литве.
Профессор кафедры «Металлургия» Филиала национального исследовательского технологического университета «МИСиС».
Доктор технических наук (2001), диссертация:
- Снижение шумов механического происхождения на основе создания композиционных акустодемпфирующих материалов : Научные основы и технологии получения : диссертация … доктора технических наук : 05.26.01. — Душанбе, 2001. — 335 с. : ил.

Член-корреспондент АН РТ (07.02.2008).
Семья: жена, пятеро детей.